# ウォクス・ポプリー・ウォクス・デイー
ウォクス・ポプリー・ウォクス・デイー（ラテン語: Vox Populi, Vox Dei、[ˌvɒks ˈpɒpjuːli ˌvɒks ˈdeɪ.i]）は、ラテン語の成句であり、日本語では「民の声は神の声」などと訳される。
この成句は、12世紀のマームズベリのウィリアムによく誤って帰せられる。798年にアルクィンがカール大帝に宛てて送った書簡でこの成句が使われており、それ以前から使用されていたと考えられている。アルクィンの書簡のこの成句の使用箇所は以下の通りである。
| 原文 | 日本語訳 |
| Nec audiendi qui solent dicere, Vox populi, vox Dei, quum tumultuositas vulgi semper insaniae proxima sit. | そして、群衆の騒動はいつも狂気に近いので、「民の声は神の声」と言い続ける人々の言うことに耳を傾けるべきではない。 |

この用例は、アルクィンやカール大帝の時代には、この成句が政治に関する格言となってから長い時間がたっていたことを示している。アルクィンはカール大帝に対し、「民の声は神の声」という考え方に抵抗するよう勧告したのだが、1327年のカンタベリー大主教ウォルター・レイノルズの説教"Vox populi, vox Dei"では、国王エドワード2世に対し、逆にこの考え方を奨励している。
朝日新聞の1面コラム「天声人語」を英語に訳して朝日イブニングニュース〜ヘラルド朝日に掲載されていたコラムは、Vox Populi, Vox Deiと題されていた。